# Champagne-Vigny
Champagne-Vigny ist eine westfranzösische Gemeinde mit 235 Einwohnern (Stand 1. Januar 2022) im Département Charente in der Region Nouvelle-Aquitaine.

## Lage
Champagne-Vigny liegt etwa 24 Kilometer (Fahrtstrecke) südwestlich von Angoulême in der Kulturlandschaft des Angoumois in einer Höhe von etwa 105 Metern ü. d. M.

## Bevölkerungsentwicklung
| Jahr      | 1962 | 1968 | 1975 | 1982 | 1990 | 1999 | 2006 | 2016 |
| Einwohner | 195  | 197  | 179  | 199  | 193  | 184  | 197  | 248  |

Bis ins ausgehende 19. Jahrhundert hinein lag die Einwohnerzahl konstant bei über 300; infolge der Reblauskrise im Weinbau und der Mechanisierung der Landwirtschaft sank die Einwohnerzahl danach kontinuierlich bis auf die Tiefststände Ende des 20. Jahrhunderts ab.

## Wirtschaft
Die Einwohner der Gemeinde lebten jahrhundertelang von der Landwirtschaft; die Böden der Gemeinde gehören zu den Fins Bois des Weinbaugebietes Cognac und so finden sich mehrere Weinfelder in der Umgebung des Ortes. Der Tourismus in Form der Vermietung von Ferienwohnungen trägt ebenfalls seit den 1960er Jahren zu den Einnahmen der Gemeinde bei.

## Geschichte
Das Vorhandensein einer romanischen Kirche belegt die mittelalterliche Existenz des Ortes, der bis 1983 noch Champagne de Blanzac hieß.

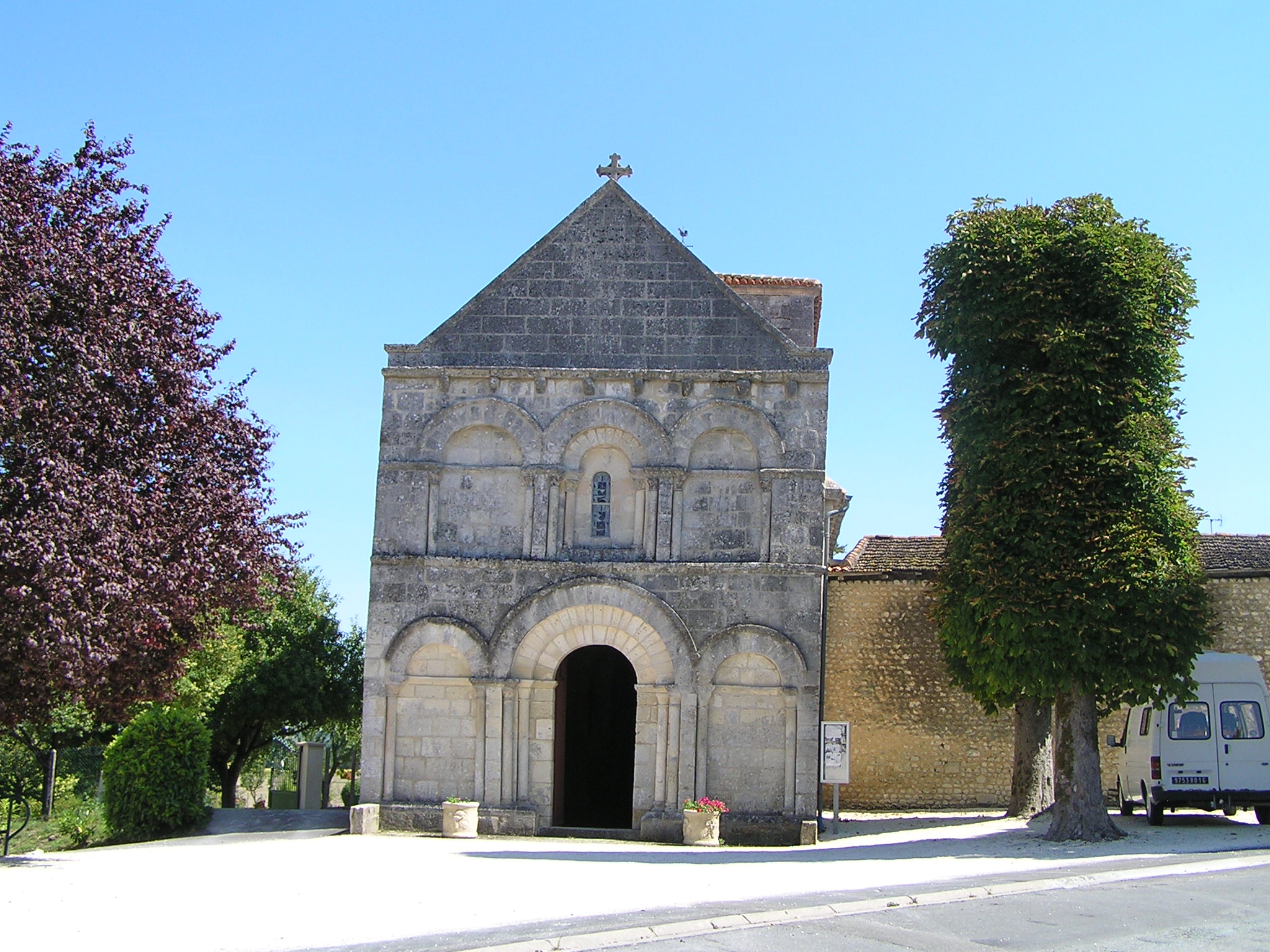
Kirche Saint-Saturnin

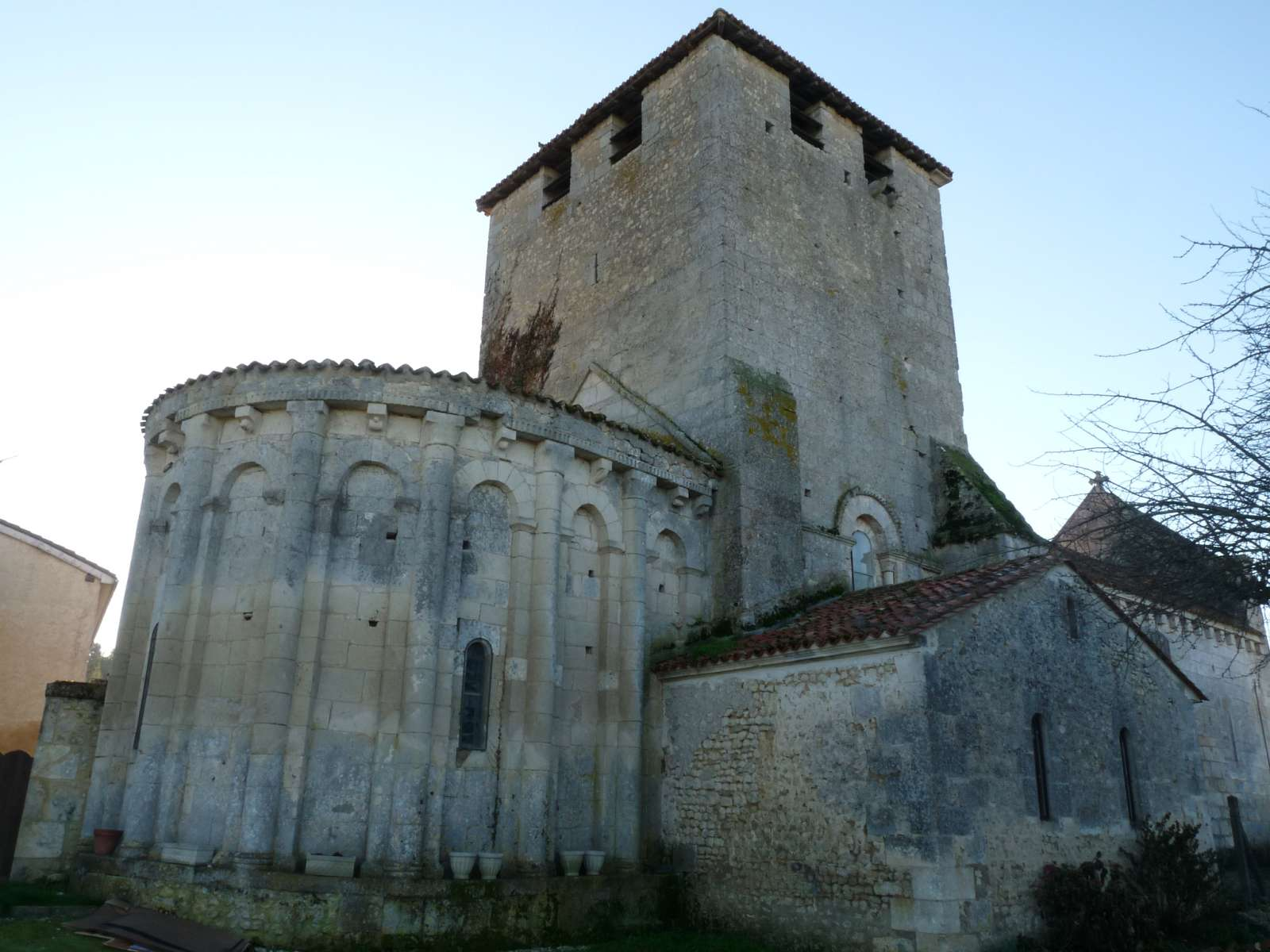
Apsis

## Sehenswürdigkeiten
- Die durch Halbsäulenvorlagen und hochgezogene Blendbögen gegliederte romanische Apsis und der etwa gleichzeitig entstandene blockhaft wirkende Vierungsturm der Pfarrkirche Saint-Christophe sind wohl dem frühen 12. Jahrhundert zuzurechnen; das Langhaus und die Westfassade mit ihrem Triumphbogenschema in der Portalzone und den drei Blendbögen in der Ebene darüber sind dagegen eindeutig das Werk der Mitte des 12. Jahrhunderts. Der Fassadenaufbau entspricht dem der Kirche in der Nachbargemeinde Chadurie. Das einschiffige Langhaus und die Vierung überzeugen durch eine handwerklich exakte Steinbearbeitung, die sich bis in die Gewölbe bzw. die auf Pendentifs aufruhende Vierungskuppel hinein fortsetzt; in der Apsis wiederholt sich ansatzweise das Triumphbogenschema der Portalzone. Die Kirche ist seit dem Jahr 1990 als Monument historique[1] anerkannt.
- Das Logis du Maine-Giraud befindet sich etwa anderthalb Kilometer südwestlich des Ortes (45° 29′ 49″ N, 0° 1′ 45″ O) und war von 1827 bis 1863 der Wohnsitz des Dichters Alfred de Vigny. Der frühneuzeitliche Baukomplex mit seinen quadratischen Ecktürmen ist seit 1967 als Monument historique[2] anerkannt; er beherbergt heute das dem Dichter gewidmete Musée de Vigny.

## Partnergemeinden
- Mathry, Wales (seit 1988)
- Central City, Colorado (seit 1992)